# Escuelas de la Ciudad de Huntsville
Las Escuelas de la Ciudad de Huntsville (Huntsville City Schools, HCS) es un distrito escolar de Alabama. Tiene su sede en Huntsville. El consejo escolar tiene un presidente, un vicepresidente, y tres miembros.

## Escuelas
Escuelas preparatorias:
- Butler High School
- Columbia High School
- Grissom High School
- Huntsville High School
- Johnson High School
- Lee High School
- New Century Technology High School